# Света Петка (Брайчино)
Вижте пояснителната страница за други значения на Света Петка.
„Света Петка“ (на македонска литературна норма: „Света Петка“) е средновековна църква в преспанското село Брайчино, част от Преспанско-Пелагонийската епархия на Македонската православна църква – Охридска архиепископия.

## Местоположение
Църквата е в центъра на манастирски комплекс на изток от селото. До северната стена на светилището има извор със светена вода, смятана за изцелителна.

## История
Издигната и изписана е в последната четвърт на XV век. В един период е била запусната.

## Архитектура
Представлява еднокорабна, малка по размери сграда с двускатен покрив и тристрана апсида.

## Стенописи
Най-старата живопис е запазена на източната и западната стена на наоса, както и на западната фасада от най-стария дял, която с по-късното дограждане става източна стена на нартекса. На източната стена в апсидалната конха са допоясните изображения на Света Богородица с малкия Христос в горния дял и Светата литургия, в която участват отците Свети Василий Велики и Свети Йоан Златоуст, в най-долната зона. Между тях е малкият Христос, който като жертва лежи в широка градина. От двете страни са мъчениците Свети Симеон и Свети Даниил. В нишата на протезиса е фигурата на първомъченик Свети Стефан, а в тази на дяконикона е допоясното изображение на Роман Сладкопевец. В по-горната зона на източната стена обичайно е Благовещение с фигурите на Архангел Гавриил и Света Богородица. На някогашната западна фасада доминира изображението на Страшния съд, запазена само в елементи. Най-горе е иконографията на Царския дейсис. В патронната ниша е допоясното изображение на Света Петка с кръст в дясната ръка. Вляво и вдясно от нишата са Свети Мина и Свети Георги на кон. Стилистичният анализ показва, че неизвестният автор принадлежи към Костурската школа. В църквата са запазени и остатъци от стенописи и икони от XVI, XVII и XIX век.
Стенописите от края на XV век са дело на ателие, принадлежащо към Костурската художествена школа.
- Архангел Михаил
- Пророк Йеремия
- Свети Мина и укротени зверове
- Живопис в олтарната ниша
- Успение Богородично
- Богородица Ширшая небес